# Ana de Mendoza de la Cerda
Ana de Mendoza de la Cerda y de Silva y Álvarez de Toledo (Cifuentes, 29 de juny de 1540 - Pastrana, 2 de febrer de 1592) va ser una noble espanyola que va ostentar els títols de II duquessa de Francavilla, II princesa de Melito, II comtessa d'Aliano i II marquesa d'Algecilla per dret propi, i de princesa d'Eboli, duquessa d'Estremera, duquessa de Pastrana i marquesa de Diano pel seu matrimoni amb Ruy Gómez de Silva, noble portuguès i privat del rei Felipe II, per la qual cosa és coneguda popularment com la Princesa d'Eboli.

## Biografia

### Primers anys
Ana de Mendoza pertanyia a una de les famílies castellanes més poderoses de l'època: la casa de Mendoza. Va ser la filla única del primer dels dos matrimonis que va tenir Diego Hurtado de Mendoza y de la Cerda amb María Catalina de Silva i Álvarez de Toledo, filla dels comtes de Cifuentes.
A l'edat de dotze anys, el 1553, va signar les capitulacions de noces amb Ruy Gómez de Silva, per recomanació del príncep Felip, futur Felipe II. El seu marit era príncep d'Eboli, denominació de la ciutat situada en el Regne de Nàpols, i ministre del rei.
Va ser una de les dones amb més talent de la seva època i fou considerada una de les dames més belles de la cort espanyola. Entre les teories sobre la causa de la pèrdua de l'ull dret, la que té més suport és la que assegura que la princesa va ser danyada per la punta d'un floret manejat per un patge durant la seva infància. Però aquesta dada no és clara. El caràcter altiu i l'amor pel luxe es van convertir en la seva millor etiqueta de presentació, i va exercir una gran influència en la cort.

### Conflicte amb Teresa de Jesús

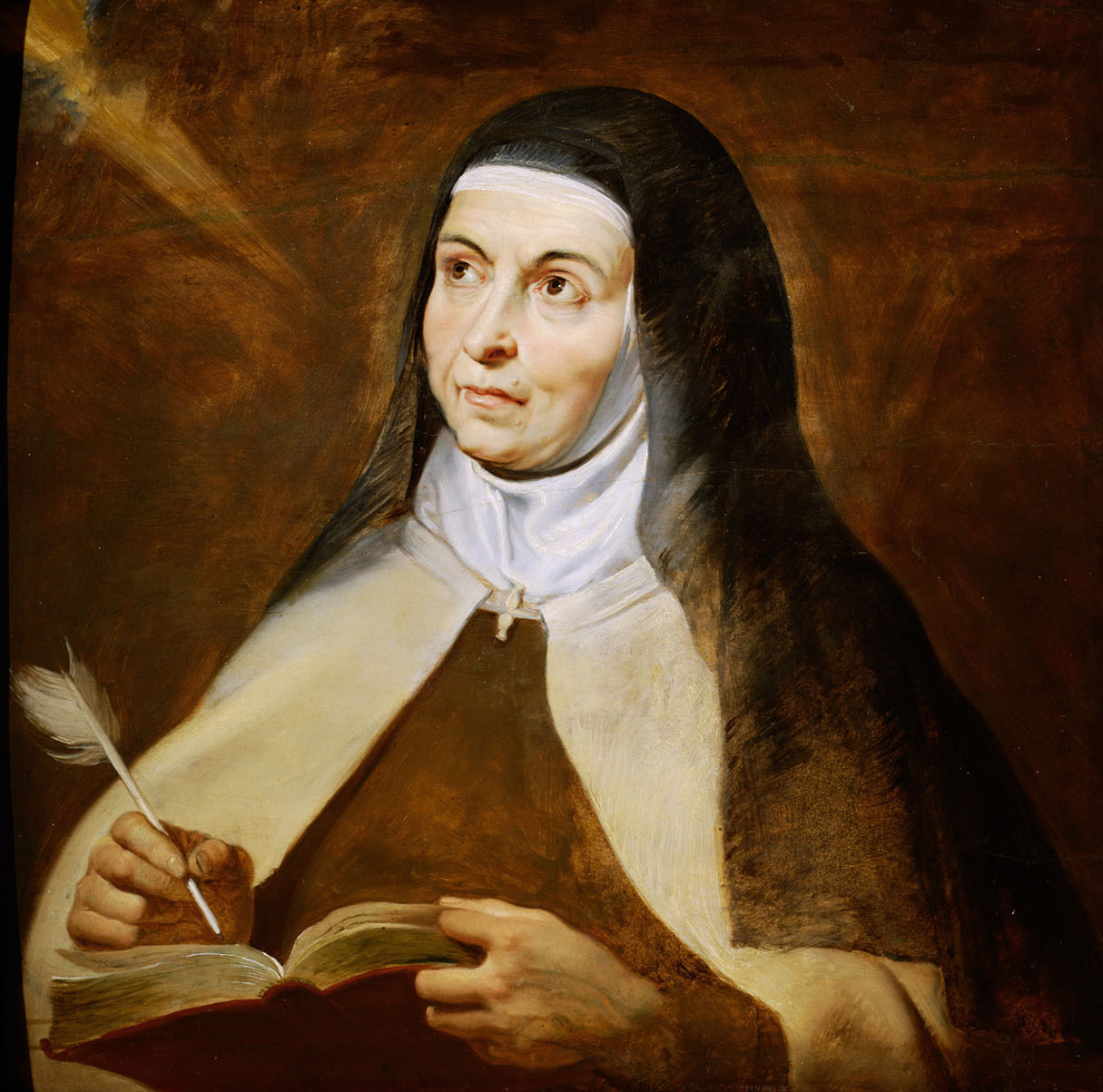
Teresa de Jesús va tenir diversos enfrontaments amb la princesa consort d'Eboli.

Ana de Mendoza va sol·licitar, juntament amb el seu marit, dos convents de l'orde religiós de les carmelites descalces a Pastrana.
Va entorpir els treballs perquè volia que es construïssin segons els seus dictats, la qual cosa va provocar nombrosos conflictes amb monges, frares i, sobretot, amb Teresa de Jesús, fundadora de les carmelites descalces. Ruy Gómez de Silva va posar-hi pau, però quan va morir van tornar els problemes, ja que la princesa volia ser monja i que totes les seves criades també ho fossin. Teresa de Jesús li ho va concedir a contracor i la va situar en una cel·la austera. Aviat se'n va cansar i se'n va anar a una casa a l'hort del convent amb les seves criades. Allí tenia armaris per guardar vestits i joies, a més de tenir comunicació directa amb el carrer i poder sortir segons la seva voluntat. Davant d'això, per mandat de Teresa de Jesús, totes les monges se'n van anar del convent i van abandonar Pastrana. Ana de Mendoza va tornar de nou al palau de Madrid, però abans va publicar una biografia tergiversada de Teresa de Jesús, la qual cosa va produir l'alçament d'escàndol de la Inquisició espanyola, que va prohibir l'obra durant deu anys.

### Després de la mort de Ruy Gómez de Silva
Després de la sobtada mort de Ruy Gómez de Silva el 1573, Ana de Mendoza es va veure obligada a manejar el seu ampli patrimoni i durant la resta de la seva vida va tenir una existència problemàtica. Gràcies als seus influents cognoms, però, va aconseguir una posició esplaiada per als seus fills.

### La cort de Felip II i les seves intrigues
A causa de la seva posició en la cort espanyola, mantenia relacions properes amb el llavors príncep i després rei Felipe II, la qual cosa va animar diverses persones a catalogar-la com a amant del rei, principalment durant el matrimoni amb la jove Isabel de Valois, de la qual va ser amiga.
El que sí sembla segur és que, una vegada va quedar vídua, el 1573, va sostenir relacions amb Antonio Pérez, secretari del rei. Aquestes relacions van ser descobertes per Juan de Escobedo, secretari de Juan d'Àustria, el fill natural del rei Carlos I, qui a més mantenia contactes amb els rebels dels Països Baixos Espanyols. Antonio Pérez, temorós perquè revelés el secret, el va denunciar davant el rei de greus tripijocs polítics, i Escobedo va aparèixer mort a estocades. L'opinió pública va acusar Pérez; però va haver de passar un any fins que el rei va disposar la seva detenció.
Els motius de la intriga que van portar a l'assassinat d'Escobedo i a la caiguda de la princesa no són clars. Sembla probable, al costat de la possible revelació de la relació amorosa entre Ana de Mendoza i Antonio Pérez, també l'existència d'altres motius, com una intriga complexa de tots dos sobre la successió al tron vacant de Portugal i contra Juan d'Àustria en el seu intent de casar-se amb María I d'Escòcia, de la Casa d'Estuard.

### El tancament

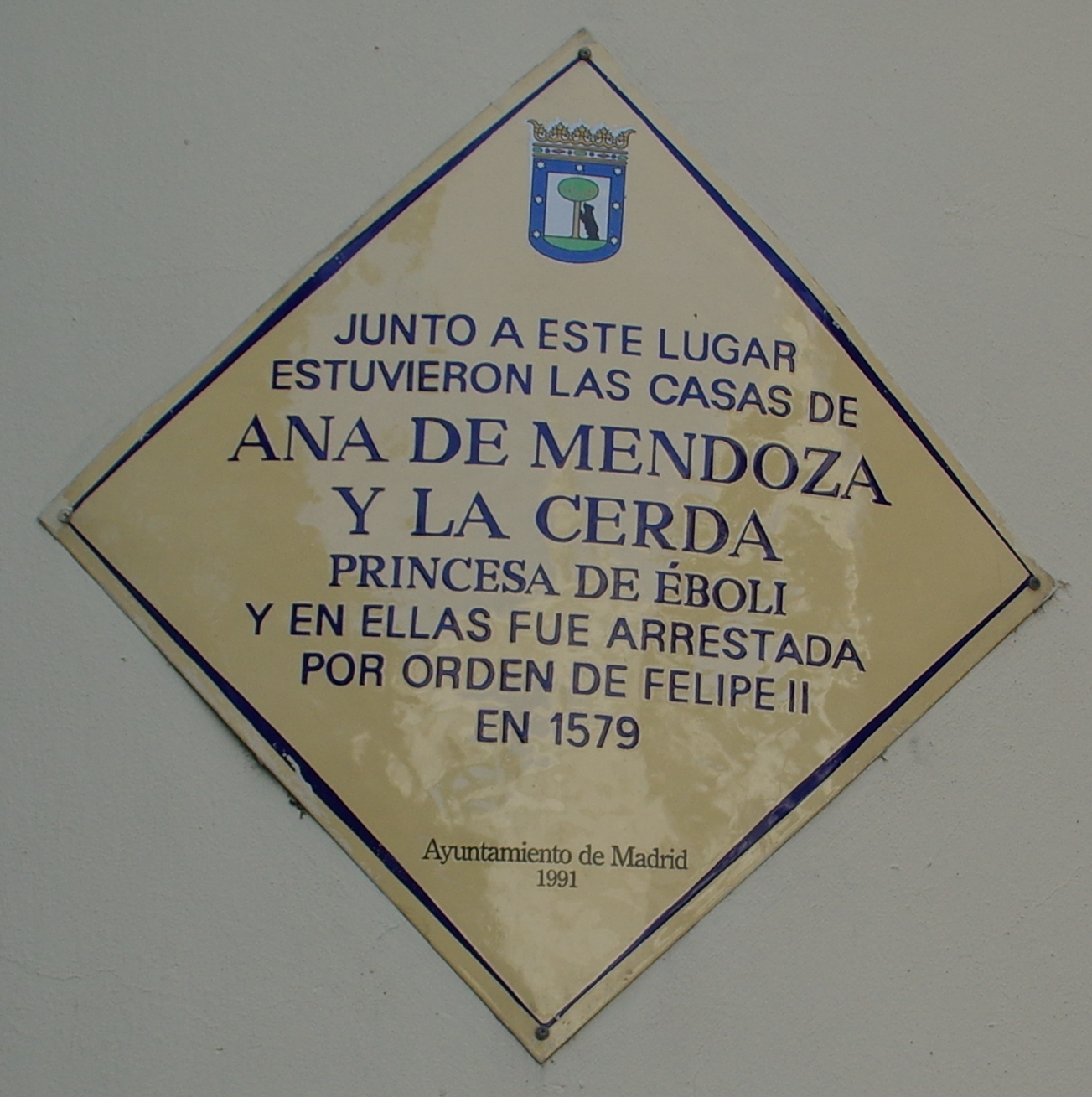
Placa commemorativa

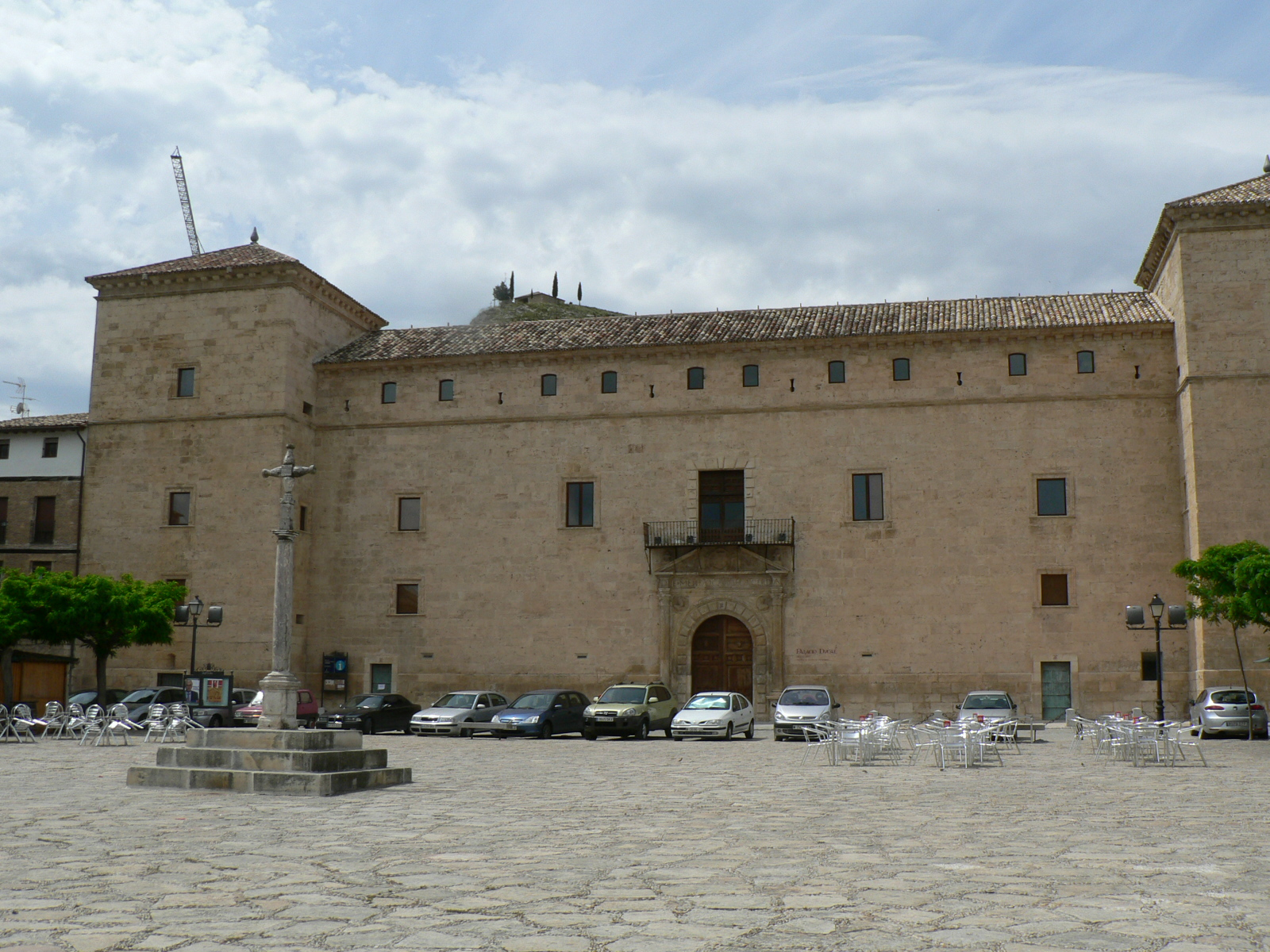
Palacio Ducal de Pastrana, lloc del tancament de la princesa vídua d'Eboli.

La princesa de Mélito i vídua del príncep d'Eboli, va ser tancada per ordre del rei Felip II el 1579, primer a la Torrassa de Pinto, després a la fortalesa de Santorcaz i privada de la tutela dels seus fills i de l'administració dels seus béns, per ser traslladada, el 1581, al seu Palau Ducal de Pastrana, on va estar acompanyada i atesa per la seva filla menor, Ana de Silva, i tres criades.
És molt coneguda en aquest palau la balconada enreixada que dona a la plaça de l'Hora, anomenada així perquè era on es permetia a la princesa malenconiosa estar-se una hora al dia. Després de la fugida d'Antonio Pérez a Aragó el 1590, Felip II va ordenar posar reixes en portes i finestres del Palau Ducal.
No està tampoc gaire clar el perquè de l'actitud cruel del rei envers Ana de Mendoza, que en les seves cartes anomenava "cosí" el monarca i demanava "que la protegís com a cavaller". Felip II s'hi referiria com a "la femella". Nogensmenys, malgrat que l'actitud de Felip cap a Ana de Mendoza era dura i desproporcionada, sempre va protegir i va cuidar dels fills i el seu antic amic Ruy Gómez de Silva. Felip II va nomenar un administrador dels seus béns i més endavant li va portar els comptes el seu fill Fra Pedro davant l'absència dels seus germans.
Va morir a Pastrana el 1592. Està enterrada juntament amb Ruy a la Col·legiata de Pastrana.

### Matrimoni i fills
Durant el període del seu matrimoni la vida d'Ana de Mendoza va ser estable. Va tenir amb Ruy Gómez de Silva deu fills:
- Diego (ca.1558-1563), mort de nen.
- Ana de Silva y Mendoza (1560-1610), dona del VII duc de Medina-Sidonia.
- Ruy II Gómez de Silva y Mendoza, II duc de Pastrana (1562-1596), que es va casar amb Ana de Portugal y Borja.
- Pedro de Silva y Mendoza (ca. 1563), mort de nen.
- Diego de Silva y Mendoza, III duc de Francavilla i I marquès d'Alenquer (1564-1630). Matrimonis: Luisa de Cárdenas i María Ana Sarment Villandrano de Ulloa, comtessa de Salines.
- Ruy de Silva y Mendoza, I marquès de la Eliseda (1565-1616). Matrimonis: Ana de Aguilar, Jerónima Fernández de Hijar i Antonia Manrique de Lara, XI comtessa de Castañeda.
- Fernando de Silva y Mendoza, després Fra Pedro González de Mendoza, (1570-1639), arquebisbe de Saragossa.
- María de Mendoza y María de Silva (ca. 1570): bessones mortes de nenes.
- Ana de Silva y Mendoza (1573-1614) va ser l'última filla del matrimoni i qui va acompanyar la seva mare en els anys de tancament.[4]

## La princesa d'Eboli al cinema i a la televisió
En 1955 es va estrenar la primera pel·lícula basada en la història d'Ana de Mendoza, a la qual va donar vida Olivia de Havilland, amb el títol de La Princesa d'Eboli i dirigida per Terence Young.
En 2008 es va estrenar la pel·lícula La conjura de El Escorial, dirigida per Antonio del Real, que narrava, amb relativa fidelitat, les intrigues d'Antonio Pérez i la Princesa d'Eboli. Aquest últim personatge va ser interpretat per l'actriu britànica Julia Ormond.
A més, per a televisió, el personatge va ser interpretat per l'actriu Marisa de Leza en l'episodi titulat La tumultuosa Princesa de Eboli, de la sèrie Mujeres insólitas, i que es va emetre per TVE el 15 de febrer de 1977. Per a la sèrie de Teresa de Jesús, dirigida per Josefina Molina i emesa el 1984 per TVE, l'actriu que va encarnar en dos dels episodis la Princesa d'Eboli va ser Patricia Adriani.
Finalment, el 18 d'octubre de 2010 es va estrenar una minisèrie de dos episodis per a televisió (Antena 3), amb Belén Rueda al capdavant del repartiment en el paper de la princesa, titulada La princesa de Éboli.